# Rainer Herges
Rainer Herges (* 1955) ist ein deutscher Chemiker (Organische Chemie und organische Synthese, Quantenchemie, Computerchemie) und Hochschullehrer an der Christian-Albrechts-Universität Kiel.

## Leben
Herges studierte ab 1975 Chemie an der Universität des Saarlandes in Saarbrücken mit dem Diplom 1981 (Diplomarbeit Valenzisomerisierung und Ringinversion von Cycloheptatrienen) und wurde 1984 an der TU München bei Ivar Karl Ugi promoviert (Dissertation Computergestützte deduktive Suche nach neuen Reaktionen und deren experimentelle Realisierung). Die Dissertation erhielt den Promotionspreis der TU München (1986). 1984/85 war er als Post-Doktorand bei George Olah an der University of Southern California in Los Angeles, wo er sich mit Synthese von Carbokationen und Dikationen befasste, und an der Universität Erlangen-Nürnberg bei Paul von Ragué Schleyer, wo er sich 1992 habilitierte (Reaktionsplanung: Rationale Planung von chemischen Reaktionen). Dafür erhielt er den ADUC Jahrespreis (1993). 1996 wurde er Professor an der TU Braunschweig und 2001 C4-Professor an der Universität Kiel (Otto-Diels-Institut für Organische Chemie).
Er war 1995 Gastprofessor an der École normale supérieure (Paris), 1998 an der Stanford University, 2005 an der University of Melbourne (Willsmore Fellow) und 2012 an der Australian National University. 2012 hielt er die Musher Memorial Lecture an der Hebräischen Universität und 2007 die Rubin Lecture am Technion. 2006 war er Sprecher des SFB 677 Funktion durch Schalten.

## Werk
Aus der computergestützten Klassifikation (bezüglich der Topologie der Elektronenumverteilung) von tausenden Einzelschritt-Reaktionen fand er eine neue Klasse neben den bereits bekannten Klassen lineare Reaktionen (wie Addition, Substitution, Elimination) und zyklische Topologie, die er coarctierte oder eingeschnürte Reaktionen nannte. Er entwickelte 2001 eine Methode der Visualisierung delokalisierter Elektronen (Aromatizität) in Molekülen (ACID), implementiert im Softwarepaket Gaussian (ab 2009).
2003 gelang ihm erstmals die Synthese von stabilen Aromaten mit Möbiusband-Topologie (Möbius-Aromat), was aber zu kontroversen Diskussionen führte. Vorausgesagt wurden sie schon 1964 von Edgar Heilbronner, der außerdem vorhersagte, dass sie {\displaystyle 4n} ({\displaystyle n=1,2,\cdots }) π-Elektronen haben (entgegen der Hückel-Regel für gewöhnliche Aromate). Dabei kombinierte Herges eine normale aromatische Struktur mit p-Orbitalen senkrecht zur Molekülebene mit p-Orbitalen in der Molekülebene.
2009 entwickelte er das Plattform-Konzept zur Synthese funktionaler Oberflächen, bei denen funktionale Moleküle über ein Spacer-Molekül (Abstandshalter) an einem reaktiven Zentrum der Plattform befestigt sind. Sie sind schaltbar und selbstorganisiert. 2011 entwickelte er schaltbare molekulare Magnete für Anwendungen in intelligenten MRT-Kontrastmitteln. Die Substanz ist bistabil bei Raumtemperatur und in homogenen Lösungen, im Gegensatz zu anderen bekannten magnetischen Schaltern, die in ausgedehnten Festkörpern vorkommen oder an tiefe Temperaturen gebunden sind. Auch eine Anwendung als Speichermedium kommt als Anwendung in Betracht.
Außerdem entwickelte er 2012 eine lichtgetriebene molekulare Maschine für die Synthese (Kondensation von Vanadaten und Phosphaten). Es dient als einfaches Modellsystem, das ein Analogon zur Kondensation von ADP zu ATP dient.

## Auszeichnungen
2015 erhielt er den Wissenschaftspreis der Landeshauptstadt Kiel. 1984 erhielt er einen Fedor-Lynen-Stipendium der Alexander-von-Humboldt-Stiftung und 1986 ein Liebig-Stipendium des Fonds der Chemischen Industrie. Für 2023 wurde Herges die Adolf-von-Baeyer-Denkmünze der Gesellschaft Deutscher Chemiker zugesprochen.

## Schriften (Auswahl)
- mit C. Hoock: Reaction Planning: Computer-Aided Discovery of a Novel Elimination Reaction, Science, Band 255, 1992, S. 711–713
- Coarctate transition states: the discovery of a reaction principle, J. Chem. Inf. Comput. Sci., Band 34, 1994, S. 91–102. doi:10.1021/ci00017a011
- mit Daniel Geuenich: Delocalization of Electrons in Molecules, J. Phys. Chem. A, Band 105, 2001, S. 3214–3220, doi:10.1021/jp0034426
- mit D. Ajami, O. Oeckler, A. Simon: Synthesis of a Moebius aromatic hydrocarbon, Nature, Band 426, 2003, S. 819–821
- mit B. Baisch, D. Raffa, U. Jung, O. Magnussen, C. Nicolas, J. Lacour, J. Kubitschke: Mounting Freestanding Molecular Functions onto Sufaces: The Platform Approach, J. Am. Chem. Soc., Band 131, 2009, S. 442–444, doi:10.1021/ja807923f
- mit S. Venkatamarani, U. Jana, M. Dommaschk, F. Soennichsen, F. Tuczek: Magnetic Bistability of Molecules in Homogeneous Solution, Science, Band 331, 2011, S. 445–448
- mit Hanno Sell, Anika Gehl, Frank D. Sönnichsen: Thermodynamic and kinetic stabilization of divanadate in the monovanadate/divanadate equilibrium using a Zn-cyclene derivative: Towards a simple ATP synthase model, Beilstein J. Org. Chem., Band 8, 2012, S. 81–89.